# Temporada 1977-1978 del FC Barcelona
Les dades més destacades de la temporada 1977-1978 del Futbol Club Barcelona són les següents:

## Plantilla[1][2]
| Porters - Pedro María Artola - Pere Valentí Mora - Andreu Blay | Defenses - Jesús Antonio de la Cruz - Antoni Olmo - Miguel Bernardo Migueli - José Antonio Ramos - Enrique Álvarez Costas - Juanjo Enríquez | Centrecampistes - Juan Manuel Asensi - Josep Vicenç Sánchez - Johan Neeskens - Esteban Vigo - Jordi Carreño - Joan Vilà - José Cirilo Macizo - Alfredo Amarillo - Francisco Martínez | Davanters - Rafael Zuviría - Johan Cruyff - Carles Rexach - Manuel Clares - Francisco Fortes - Juan Carlos Heredia - Williams Silvio Modesto Bio - José Botella - Miquel Mir |

## Resultats
| PARTITS |
| --- |
| 26-07-77. AMISTÓS HAMBURGO-BARCELONA 6-0 02-08-77. AMISTÓS NOORDWIJK-BARCELONA 0-2 03-08-77. AMISTÓS HABE-BARCELONA 1-7 05-08-77. TORNEIG AMSTERDAM 702 AZ-67-BARCELONA 4-0 07-08-77. TORNEIG AMSTERDAM-702 LIVERPOOL-BARCELONA 1-0 14-08-77 . "COSTA DEL SOL" BARCELONA-AMÈRICA DO RIO 1-0 15-08-77 . "COSTA DEL SOL" MALAGA-BARCELONA 0-3 19-08-77. AMISTÓS SABADELL-BARCELONA 1-2 23-08-77 . "JOAN GAMPER" BARCELONA-SLOVAN BRATISLAVA 3-1 24-08-77 . XII "JOAN GAMPER" BARCELONA-SCHALKE 04 4-1 28-08-77. AMISTÓS MILAN-BARCELONA 2-1 04-09-77. LLIGA BARCELONA-REAL SOCIEDAD 1-0 10-09-77. LLIGA BETIS-BARCELONA 0-0 14-09-77. COPA DE LA UEFA BARCELONA - STEAUA de BUCARES 5-1 18-09-77. LLIGA ATHLETIC BILBAO-BARCELONA 0-0 25-09-77. LLIGA BARCELONA-ATLETICO MADRID 1-0 28-09-77. UEFA STEAUA DE B.-BARCELONA 1-3 02-10-77. LLIGA CÀDIS-BARCELONA 0-2 09-10-77. LLIGA BARCELONA-RACING SANTANDER 3-0 12-10-77. AMISTÓS REUS-BARCELONA 0-1 18-10-77. LLIGA HERCULES-BARCELONA 2-1 19-10-77. UEFA AZ'67-BARCELONA 1-1 30-10-77. LLIGA BARCELONA-LAS PALMAS 5-0 02-11-77. UEFA BARCELONA-AZ'67 1-1 /5-4/ penals 06-11-77. LLIGA SALAMANCA-BARCELONA 1-0 13-11-77. LLIGA BARCELONA-SEVILLA 3-1 20-11-77. LLIGA ESPANYOL-BARCELONA 1-1 23-11-77. UEFA IPSWICH TOWN-BARCELONA 3-0 04-12-77. LLIGA BARCELONA-REAL MADRID 2-3 07-12-77. UEFA BARCELONA-IPSWICH TOWN 3-0 11-12-77. LLIGA BURGOS-BARCELONA 1-1 18-12-77. LLIGA BARCELONA-SPORTING GIJON 1-0 01-01-78. LLIGA ELCHE-BARCELONA 1-3 08-01-78. LLIGA BARCELONA-RAYO VALLECANO 1-1 15-01-78. LLIGA VALENCIA-BARCELONA 1-0 18-01-78. COPA DEL REI GETAFE-BARCELONA 3-3 22-01-78. LLIGA REAL SOCIEDAD-BARCELONA 1-2 29-01-78. LLIGA BARCELONA-BETIS 1-0 05-02-78. LLIGA BARCELONA-ATHLETIC BILBAO 3-1 08-02-78. COPA DEL REI BARCELONA-GETAFE 8-0 12-02-78. LLIGA ATLETICO MADRID-BARCELONA 1-0 15-02-78. COPA DEL REI ALAVES-BARCELONA 1-0 19-02-78. LLIGA BARCELONA-CADIZ 1-1 22-02-78. COPA DEL REI BARCELONA-ALAVES 2-0 26-02-78. LLIGA RACING SANTANDER-BARCELONA 0-0 01-03-78. UEFA ASTON VILLA-BARCELONA 2-2 05-03-78. LLIGA BARCELONA-HERCULES 2-1 08-03-78. COPA DEL REI REAL SOCIEDAD-BARCELONA 0-0 12-03-78. LLIGA LAS PALMAS-BARCELONA 0-0 15-03-78. UEFA BARCELONA-ASTON VILLA 2-1 19-03-78. LLIGA BARCELONA-SALAMANCA 3-1 22-03-78. COPA DEL REI BARCELONA-REAL SOCIEDAD 2-1 26-03-78. LLIGA SEVILLA-BARCELONA 2-1 29-03-78. UEFA PSV EINDHOVEN-BARCELONA 3-0 01-04-78. LLIGA BARCELONA-ESPANYOL 1-1 05-04-78. LLIGA REAL MADRID-BARCELONA 4-0 08-04-78. LLIGA BARCELONA-BURGOS 3-0 12-04-78. UEFA BARCELONA-P.S.V. EINDHOVEN 3-1 16-04-78. LLIGA SPORTING GIJON-BARCELONA 1-0 19-04-78. COPA DEL REI BARCELONA-LAS PALMAS 3-1 23-04-78. LLIGA BARCELONA-ELCHE 5-1 30-04-78. LLIGA RAYO VALLECANO-BARCELONA 2-1 07-05-78. LLIGA BARCELONA-VALENCIA 1-0 25-05-78. AMISTÓS NAPOLES-BARCELONA 1-1 27-05-78. AMISTÓS BARCELONA-AJAX 3-1 |